# بوكسمير
بوكسمير Boxmeer  بلدية وبلدة بمقاطعة شمال برابنت، جنوبي هولندا.

## طوبوغرافيا
خريطة طوبوغرافية هولندية لبلدية بوكسمير، يونيو 2015، (تقرأ بعد ثلاث نقرات على الخريطة).

## توأمة
لبوكسمير اتفاقيات توأمة مع:
- زيغمارينغن

## أعلام
- نيلس فلورين